# De Dion-Bouton Type DS
Der De Dion-Bouton Type DS ist ein Pkw-Modell aus den 1910er Jahren. Er gehört zur Baureihe der V8-Modelle des französischen Herstellers De Dion-Bouton.

## Beschreibung
Eine Quelle gibt 1912 als einziges Produktionsjahr an. Als Einführungsjahr ist es stimmig. Der Hersteller vergab die Typenbezeichnungen chronologisch alphabetisch. Der Type DN erhielt seine Zulassung am 20. Mai 1912 und Type DW 2 sowie Type DW 4 am 28. Oktober 1912.
Der V8-Motor hat 94 mm Bohrung und 150 mm Hub. Das ergibt 8328 cm³ Hubraum. Er war damals in Frankreich mit 40 Cheval fiscal (Steuer-PS) eingestuft. Er ist vorne im Fahrgestell montiert und treibt die Hinterräder an. Wasserkühler und Kühlergrill befinden sich direkt vor dem Motor, so wie es für Fahrzeuge dieses Herstellers ab 1906 üblich war.
Die Aufbauten sind zwar nicht explizit bekannt, aber üblich waren Tourenwagen.
Das Modell stand nur kurze Zeit im Sortiment. Der Type DN, der im Mai 1912 erschien, hatte einen etwas kleineren Motor mit 140 mm Hub und 7773 cm³ Hubraum.